# 鴎 (小説)
『鴎』（かもめ）は、太宰治の短編小説。

## 概要
| 初出     | 『知性』1940年1月号                     |
| 単行本   | 『皮膚と心』（竹村書房、1940年4月20日） |
| 執筆時期 | 1939年11月25、26日～11月30日頃（推定）  |
| 原稿用紙 | 30枚                                    |

作品集『皮膚と心』に収録されたのち、『風の便り』（利根書房、1942年4月16日）に再録された。
作中に出てくる、戦地から小説を送る兵隊とは田中英光のこと。田中は「山西省黄河辺を泥と汗と血塗れになつてさまよい歩いていた」ときに小説「鍋鶴」を書いて太宰に郵送した。「鍋鶴」は『若草』1939年5月号に掲載された。
妻美知子は次のように述べている。
文中、『マタイによる福音書』6章25節の途中から26節までが引用されている。